# Gertrud Dempwolf

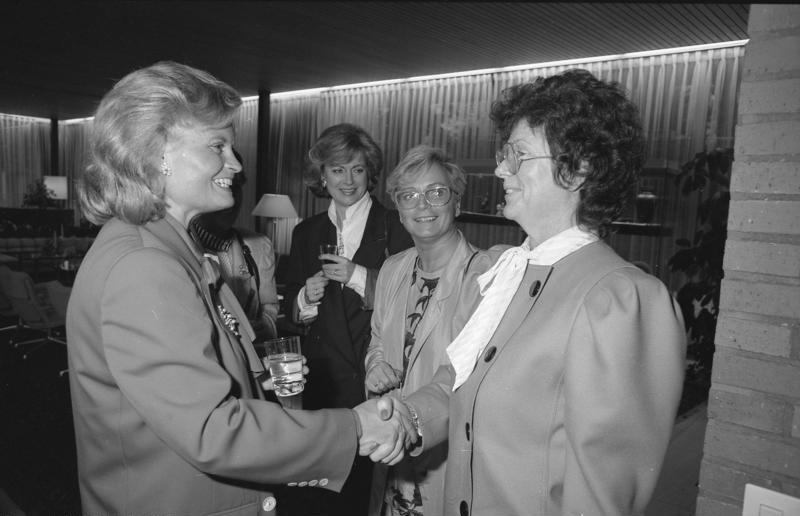
Von links Hannelore Kohl, Michaela Geiger, Doris Pack und Gertrud Dempwolf 1988

Gertrud Dempwolf, geb. Weber (* 3. Februar 1936 in Mönchengladbach; † 29. Mai 2025 in Osterode am Harz), war eine deutsche Politikerin (CDU).
Sie war von 1994 bis 1998 Parlamentarische Staatssekretärin bei der Bundesministerin für Familie, Senioren, Frauen und Jugend.

## Familie
Gertrud Dempwolf war verheiratet und hatte eine Tochter.

## Partei
Sie gehörte dem CDU-Landesvorstand in Niedersachsen an.

## Abgeordnete
Am 22. März 1984 rückte sie für den ausgeschiedenen Abgeordneten Horst Schröder in den Bundestag nach und war bis 1998 Mitglied des Deutschen Bundestages.
Von 1989 bis 1994 war Gertrud Dempwolf Aussiedlerbeauftragte der CDU/CSU-Bundestagsfraktion.
Gertrud Dempwolf zog stets über die Landesliste Niedersachsen in den Bundestag ein.

## Öffentliche Ämter
Am 17. November 1994 wurde sie als Parlamentarische Staatssekretärin bei der Bundesministerin für Familie, Senioren, Frauen und Jugend in die von Bundeskanzler Helmut Kohl geführte Bundesregierung berufen. Nach der Bundestagswahl 1998 schied sie am 26. Oktober 1998 aus dem Amt.